# Onalaska (Washington)
Onalaska az Amerikai Egyesült Államok északnyugati részén, Washington állam Skagit megyéjében elhelyezkedő település.
Onalaska önkormányzattal nem rendelkező, úgynevezett statisztikai település; a Népszámlálási Hivatal nyilvántartásában szerepel, de közigazgatási feladatait Lewis megye látja el. A 2010. évi népszámlálási adatok alapján 621 lakosa van.
A helység a Carlisle Lumber Company fafeldolgozója mellett épült ki.
A helyi iskolák fenntartója az Onalaska Public Schools.

## Fordítás
- Ez a szócikk részben vagy egészben  az   Onalaska, Washington című angol Wikipédia-szócikk ezen változatának fordításán alapul.  Az eredeti cikk szerkesztőit annak laptörténete sorolja fel. Ez a jelzés csupán a megfogalmazás eredetét és a szerzői jogokat jelzi, nem szolgál a cikkben szereplő információk forrásmegjelöléseként.